# Vaccinium obedii
Vaccinium obedii är en ljungväxtart som beskrevs av J.F. Veldkamp. Vaccinium obedii ingår i Blåbärssläktet, och familjen ljungväxter. Inga underarter finns listade i Catalogue of Life.